# Référendums en Italie
Le référendum en Italie (en italien : referendum) est un scrutin constituant en une question posée à l'ensemble des électeurs de la République italienne, qui doit répondre par « Oui » ou « Non ». La Constitution en reconnaît cinq types : abrogatif, régional, statutaire, territorial, et constitutionnel.

## Le référendum abrogatif

### Modalités
L'article 75 de la Constitution dispose que le scrutin se tient à la demande de 500 000 électeurs — soit environ 2 % du corps électoral en 1946, et environ 1 % en 2019 — ou au moins cinq conseils régionaux, ou encore 20 % des parlementaires. Les signatures doivent être collectées en 90 jours, entre le 1er janvier et le 30 septembre de l'année en cours. Il ne peut porter que sur l'abrogation totale ou partielle d'une loi ou d'un acte ayant valeur de loi, sauf ceux concernant la fiscalité, le budget, l'amnistie, les remises de peine, et la ratification des traités internationaux. 
La pétition est déposée à la chancellerie de la Cour suprême de cassation, qui en examine la validité, suivie de la Cour constitutionnelle qui s'assure de la conformité de l'objet du référendum avec la Constitution. En 2019, sur 100 demandes de référendums, un tiers a été repoussé pour vice de forme.
En cas d'accord de la cour constitutionnelle, le scrutin est convoqué par le président de la République un dimanche entre le 15 avril et le 15 juin. Si plusieurs référendums abrogatifs ont été déclenchés pour cette période, ils sont tous organisés le même jour. Par ailleurs, le référendum ne peut être organisé dans la dernière année du mandat d'une législature, ni dans les six mois suivant le début d'une nouvelle, y compris dans le cas d'une dissolution anticipée.
L'abrogation est acquise si le « Oui » l'emporte avec la majorité absolue des suffrages exprimés, à condition que le scrutin franchisse le quorum de participation de 50 % du total des inscrits sur les listes électorales. Ce quorum, jugé très élevé,, rend difficile l'aboutissement des propositions, même approuvées une fois mises au vote.
Si l'ensemble des conditions pour une abrogations sont réunies, le président de la République constate par un décret publié au journal officiel l'abrogation du texte concerné. Cette dernière prend effet le jour suivant. Toutefois, sur proposition du ministre concerné, le président peut retarder jusqu'à soixante jours l'entrée en vigueur de l'abrogation. 
Selon Dominique Chagnollaud de Sabouret, « le référendum d’initiative populaire sous sa forme dite abrogative est en réalité un référendum de proposition, puisqu’il consiste à amender la loi votée par le Parlement ».
En 1987, la Cour constitutionnelle décide qu'il n'est pas permis de reproduire une loi abrogée par référendum ; il reste cependant possible de réintroduire des éléments abrogés dans d'autres lois.
Le référendum abrogatif italien a servi de modèle à plusieurs pays voisins : l'Albanie, Malte, Saint-Marin et la Slovénie.

### Historique
Bien qu'explicitement légalisés par l'article 75 de la constitution de 1947, les référendums abrogatifs d'origine populaire ne peuvent être mis en œuvre pendant plus de vingt ans faute de loi d'application. Celle ci finit par être votée par le parlement italien le 25 mai 1970,. 
La mise en œuvre du premier référendum abrogatif italien n'a ainsi lieu qu'en 1974. Celui-ci est déclenché à l'encontre d'une loi autorisant depuis trois ans le divorce. Rejeté à près de 60 % avec une participation de 87,71 %, le référendum provoque un intérêt certain pour l'exercice de la démocratie directe de par son thème très clivant dans une société fortement ancrée dans le catholicisme. Depuis lors, plusieurs référendums abrogatifs sont mis en œuvre avec une fréquence de trois à quatre ans. Les universitaires Raul Magni-Berton et Clara Egger relèvent que ceux organisés dans les années 70 « ont atteint facilement le quorum exigé », « en profitant de la vague de l'enthousiasme et de la rareté ». La procédure est notamment utilisée par le Parti radical pour mobiliser sur des projets remettant en cause le système politique : en 1981, il est à l’initiative de onze référendums dont six sont écartés, compte tenu de leur objet, par la Cour constitutionnelle ; les cinq référendums restants n’aboutissent pas. 
En 1985, le Parti communiste italien, pourtant hostile au procédé, est à l’origine d’un référendum sur l’indexation des salaires, qui échoue. Dominique Chagnollaud de Sabouret indique que la procédure s'est ensuite « banalisée : à partir de 1987, la plupart des partis politiques seront à l’initiative de référendums aboutissant parfois à une abrogation, dans des domaines variés (à propos des centrales nucléaires par exemple) ». Pour Raul Magni-Berton et Clara Egger, cette multiplication des référendums « en a réduit leur caractère exceptionnel et, ainsi, la motivation à aller voter. De plus, si les  Italiens ont joué le jeu jusqu'au début des années 1990 en allant voter, quelle que soit leur position, la situation s'est progressivement transformée en des référendums où ceux qui étaient « contre » évitaient de voter afin de diminuer les chances que le quorum soit atteint. De même, les partis politiques partisans du « non » en parlaient le moins possible, afin que les électeurs oublient le moment de la tenue d'une votation ».
Ainsi, sur les 24 référendums d'initiative citoyenne menés entre 1995 et 2011, tous ont échoué faute d'avoir atteint le quorum.  Il faut attendre 2011 pour que quatre d'entre eux l'atteignent par une participation moyenne d'un peu moins de 55 %.

### Projet de 2019
Le 21 février 2019, la Chambre des députés approuve par 242 voix pour, 141 contre et 17 abstentions, le projet de réforme porté par Riccardo Fraccaro, membre du Mouvement 5 étoiles et ministre pour les Rapports avec le Parlement et la Démocratie directe dans le gouvernement Conte I. La réforme introduit la possibilité de référendum législatif portant sur une proposition de loi. Une fois les 500 000 signatures réunies, le Parlement disposera de 18 mois pour l'adopter, si besoin en la modifiant pour permettre sa transposition en loi. En cas de rejet ou de modification importante de la nature de la proposition, celle-ci sera soumise à référendum. Un contrôle de constitutionnalité sera effectué a priori lors de la période de collecte, une fois le seuil de 200 000 signatures atteint. De plus, le quorum de 50 % de participation serait changé pour tous les référendums populaires, y compris abrogatif, en un quorum de votes en faveur de la proposition au moins égal à 25 % des inscrits,. Le Mouvement 5 étoiles avait initialement pour projet d'abolir entièrement le quorum, avant d'arriver à un compromis avec son allié de coalition, la Ligue. 
Selon la procédure italienne de modification de la Constitution, le projet de révision voté par la Chambre doit attendre trois mois avant d'être soumis au Sénat, puis revoté dans les mêmes termes par chacune des deux chambres. Le 11 juin, il est examiné en commission sénatoriale. La Ligue introduit le 27 un amendement étendant les nouvelles règles du quorum à l'article 132 de la constitution, qui dispose que les fusions ou créations de régions de plus d'un million d’habitants peuvent être mises en œuvre à la suite d'un référendum convoqué à la demande d'un total de conseils municipaux représentant au moins le tiers de la population concernée. L'adoption de cet amendement forcerait la révision constitutionnelle à être revotée en première lecture à la Chambre, chacun des deux votes de chacune des chambres devant porter sur exactement le même texte.
Le 8 août 2019, après des désaccords avec ses partenaires de coalition, le chef de la Ligue Matteo Salvini met fin à la coalition avec le M5S et demande la tenue d'élections anticipées. L'avenir de la réforme constitutionnelle est alors incertain. Un retournement d'alliance voit cependant le Mouvement 5 étoiles former une nouvelle majorité avec le Parti démocrate, aboutissant à la mise en place du gouvernement Conte II le 5 septembre 2019, au sein duquel Riccardo Fraccaro devient secrétaire d'État à la présidence du Conseil des ministres.

## Le référendum constitutionnel
Les révisions de la Constitution votées par le parlement peuvent faire l'objet d'un référendum si le vote des deux chambres du parlement n'a pas atteint la majorité qualifiée des deux tiers du total de leurs membres.
Toute révision de la constitution italienne nécessite en effet d'être approuvée lors de deux délibérations successives dans chacune des deux chambres, séparées d'au moins trois mois. Si le projet est approuvé à la majorité des deux tiers lors des deux second votes, le président promulgue le texte sans qu'un référendum puisse être mis en œuvre. 
Dans le cas d'un vote en faveur du projet n'ayant recueilli que la majorité absolue, cependant, le ministre de la Justice en publie le texte au journal officiel. Si, dans les trois mois suivant cette publication, une demande de référendum est faite auprès de la chancellerie de la cour de cassation par au moins 500 000 électeurs inscrits sur les listes électorales, ou au moins un cinquième des membres de l'une des deux chambres, ou au moins cinq des vingt conseils des régions d'Italie, un référendum constitutionnel a obligatoirement lieu. Si le référendum est approuvé à la majorité absolue des suffrages exprimés, ou qu'aucune demande de référendum n'est faite, le président promulgue le texte de révision constitutionnelle. Contrairement au référendum abrogatif, aucun quorum de participation n'est exigé pour valider le référendum.

## Le référendum local

### Régional
La Constitution reconnaît le principe du référendum d'initiative locale.
L'article 123 dispose que le statut propre à chaque région « réglemente l'exercice du droit d'initiative et du référendum sur les lois et sur les mesures administratives de la région ».

### Statutaire
Ce même article 123 permet que le statut régional soit soumis à référendum si 2 % des électeurs de la région ou 20 % des conseillers régionaux le demandent, dans un délai de trois mois au plus après sa publication. La majorité des suffrages exprimés est requise pour l'approbation du statut, sans seuil de participation.

### Territorial
La fusion, création ou le démembrement des régions peuvent faire l'objet d'un vote populaire.
L'article 132 permet en effet que deux régions fusionnent, ou qu'une région d'au moins un million d'habitants soit créée, si un référendum — préalablement convoqué auprès de la population intéressée — l'a accepté. L'initiative revient uniquement aux conseils municipaux, qui doivent représenter au moins un tiers de cette population.
Une ou plusieurs provinces peuvent se séparer d'une région au profit d'une autre. Ce démembrement n'est possible qu'à l'issue d'un référendum. L'approbation requiert une double majorité, au niveau de la ou des provinces concernées, et des communes concernées.